# Chopok juh
Chopok juh est une petite station de ski massif des Basses Tatras dans les Carpates occidentales de Slovaquie.
Elle est située près de Mýto pod Ďumbierom dans la Région de Banská Bystrica, dans le nord de la Slovaquie.
Le domaine skiable est situé sur les pentes des monts Chopok (2 024 m) et Derese (2 003 m). De l'autre côté du mont Chopok est située la station "sœur" de Jasna.